# Sărățeni (Mureș)
Sărățeni (Hongaars: Sóvárad) is een Roemeense gemeente in het district Mureș. Sărățeni telt 2090 inwoners en is gelegen in de nabijheid van de stad Sovata. Tussen 1968 en 2004 was de plaats onderdeel van die stad, het verkreeg opnieuw haar zelfstandigheid na een referendum in 2004.
De gemeente is Hongaarstalig en maakt onderdeel uit van de etnografische regio Szeklerland.

## Geschiedenis
Sóvárad werd voor het eerst in 1332 genoemd in een document onder de naam Varad. Het gebied was al in de Romeinse tijd bekend als castrum salivum. Nabij de plaats lag sinds de 11e eeuw ook een burcht, deze ging door de inval van de Mongolen in 1241 teloor. 
Tot 1920 behoorde de gemeente tot het Hongaarse comitaat Maros-Torda, daarna werd het gebied ingenomen door de Roemenen. 